# Холли (тауншип, Миннесота)
Холли (англ. Holly) — тауншип в округе Марри, Миннесота, США. На 2000 год его население составило 172 человека.

## География
По данным Бюро переписи населения США площадь тауншипа составляет 92,7 км², из которых 92,7 км² занимает суша, водоёмов нет.

## Демография
По данным переписи населения 2000 года здесь находились 172 человека, 59 домохозяйств и 49 семей. Плотность населения — 1,9 чел./км². На территории тауншипа расположено 62 постройки со средней плотностью 0,7 построек на один квадратный километр. Расовый состав населения: 96,51 % белых, 0,58 % c Тихоокеанских островов, 2,91 % — других рас США. Испанцы или латиноамериканцы любой расы составляли 2,91 % от популяции тауншипа.
Из 59 домохозяйств в 33,9 % воспитывались дети до 18 лет, в 69,5 % проживали супружеские пары, в 6,8 % проживали незамужние женщины и в 16,9 % домохозяйств проживали несемейные люди. 15,3 % домохозяйств состояли из одного человека, при том 11,9 % из — одиноких пожилых людей старше 65 лет. Средний размер домохозяйства — 2,92, а семьи — 3,20 человека.
30,8 % — населения младше 18 лет, 4,1 % — в возрасте от 18 до 24 лет, 26,7 % — от 25 до 44, 20,9 % — от 45 до 64, и 17,4 % — старше 65 лет. Средний возраст — 38 лет. На каждые 100 женщин приходилось 109,8 мужчин. На каждые 100 женщин старше 18 приходилось 128,8 мужчин.
Средний годовой доход домохозяйства составлял 37 500 долларов, а средний годовой доход семьи — 36 458 долларов. Средний доход мужчин — 26 875 долларов, в то время как у женщин — 13 750. Доход на душу населения составил 14 055 долларов. За чертой бедности находились 7,5 % семей и 10,3 % всего населения тауншипа, из которых 7,9 % младше 18 и 12,9 % старше 65 лет.